# Burgsdorff (Adelsgeschlecht)

Wappen derer von Burgsdorff

Burgsdorff (auch Burgsdorf oder Borgsdorf) ist der Name eines märkischen Uradelsgeschlechts. Zweige der Familie bestehen bis heute.
Sie sind nicht zu verwechseln mit den „Schiltknechten von Burgdorff“ (ohne s), einer vermutlich schon im 17. Jh. ausgestorbenen Adelsfamilie, die im Raum Augsburg urkundlich belegt sind und ein anderes Wappen führten.

## Geschichte

### Herkunft
Über die früheste Geschichte der Familie ist noch wenig bekannt. Eine in älterer Literatur gelegentlich genannte Ableitung von der schweizerischen Stadt Burgdorf ist nicht nachweisbar. Ungewiss ist auch die Zugehörigkeit von Dietrich († 1471), Bischof zu Naumburg (Amtszeit von 1463 bis 1466), zur Familie, da er ein anderes Wappen führte.
Das Geschlecht erscheint erstmals urkundlich im Jahr 1325, respektive am 16. Juli 1334, mit dem Ritter Henning (Hennyche) de Burchardisdorp. Er war der Vater von Zabel, urkundliche Nennung 1364, dem Stammvater der beiden Linien der Familie.

### Linien und Besitzungen
Zabels Söhne Johann und Peter begründeten die mittelmärkische und neumärkische Linie.
Zu der mittelmärkischen Linie gehörten die Häuser Podelzig, Reitwein und Rathstock, zu der neumärkischen Linie die Häuser Dartz, Ziethen und Mellenthin. Letztere Linie besaß unter anderen die Güter Dertzow, Pützig, Zehden, Neuenhof, Goldbeck, Bukow, Obersdorf und Groß-Manschow. Ein Zweig gelangte nach Schlesien und kam zu Grundbesitz in Prittag, Kolzig, Polnisch Kessel im Glogauer und Grünberger Land, Korschwitz und Mischkowitz bei Münsterberg und Strehlitz bei Schweidnitz.
Ein Zweig der neumärkischen Linie aus dem Haus Mellenthin wurde in Sachsen sesshaft. Christoph Gottlob von Burgsdorff († 1807), ein Angehöriger dieses Zweiges, war kurfürstlich-sächsischer Präsident des Oberkonsistoriums und später königlich-sächsischer Direktor der Oberrechnungsdeputation.
In der Neumark besaß die Familie das Fideikommiss Markendorf und Kartzig. Auch konnte im Land Lebus Hohenjesar gehalten, und das vormalige noch nicht kreistagsfähige Zubehör Treplin zu einem konventionellen Rittergut entwickelt werden.
Nach 1945 erwarb die Familie das Gut Dobersdorf im Kreis Plön.

### Graf Hahn-von Burgsdorff
Seit 1934 führte Botho-Meinhardt von Burgsdorff-Hohenwalde durch Adoption des die Namensführung Graf Hahn-von Burgsdorff. Er gelangte so in den Besitz des Hauses Liepen in Mecklenburg. Dort betreiben heute die Nachfahren einen Betrieb.

### Persönlichkeiten
Mitglieder der Familie gelangten schon früh in einflussreiche Ämter. Peter von Burgsdorff war von 1437 bis 1439 und Ludwig von Burgsdorf von 1486 bis 1490 Bischof von Lebus. Arnold von Burgsdorf wurde 1472 zum Bischof von Brandenburg gewählt und übte das Amt bis zu seinem Tod am 17. Juni 1485 aus.
Aus dem Haus Ziethen stammt Conrad Alexander Magnus von Burgsdorff († 1652). Er war Oberkämmerer und Geheimrat der Kurfürsten von Brandenburg und Oberkommandant aller märkischen Festungen. Sein Bruder Johann Ebenreich von Burgsdorff († 1656) wurde kurbrandenburgischer Oberstallmeister, Kammerherr und neumärkischer Regierungsrat.
An der Schwelle vom 19. zum 20. Jahrhundert waren viele Vertreter der Familie Mitglieder in der Kongregation des Johanniterordens.

## Wappen
Das Stammwappen ist dreimal von Rot und Silber gespalten und mit einem blauen Balken belegt. Der bekrönte Helm ist mit drei Straußenfedern in Rot, Silber und Blau besteckt. Die Helmdecken sind rechts rot-silbern und links blau-silbern.
Der Oberkammerherr Konrad von Burgsdorff erhielt vom Kurfürsten Friedrich Wilhelm von Brandenburg am 15. November 1643 zu Küstrin eine Wappenbesserung. Als Helmzier gehen zwei geharnischte Arme empor, die je drei rot-silbern-blaue Straußenfedern in den Händen halten. Der Familienverband wurde am 29. Januar 1935 gegründet.

## Bekannte Familienmitglieder (chronologisch)

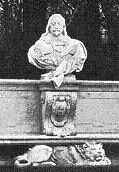
Konrad von Burgsdorff – Büste in der Siegesallee Berlin

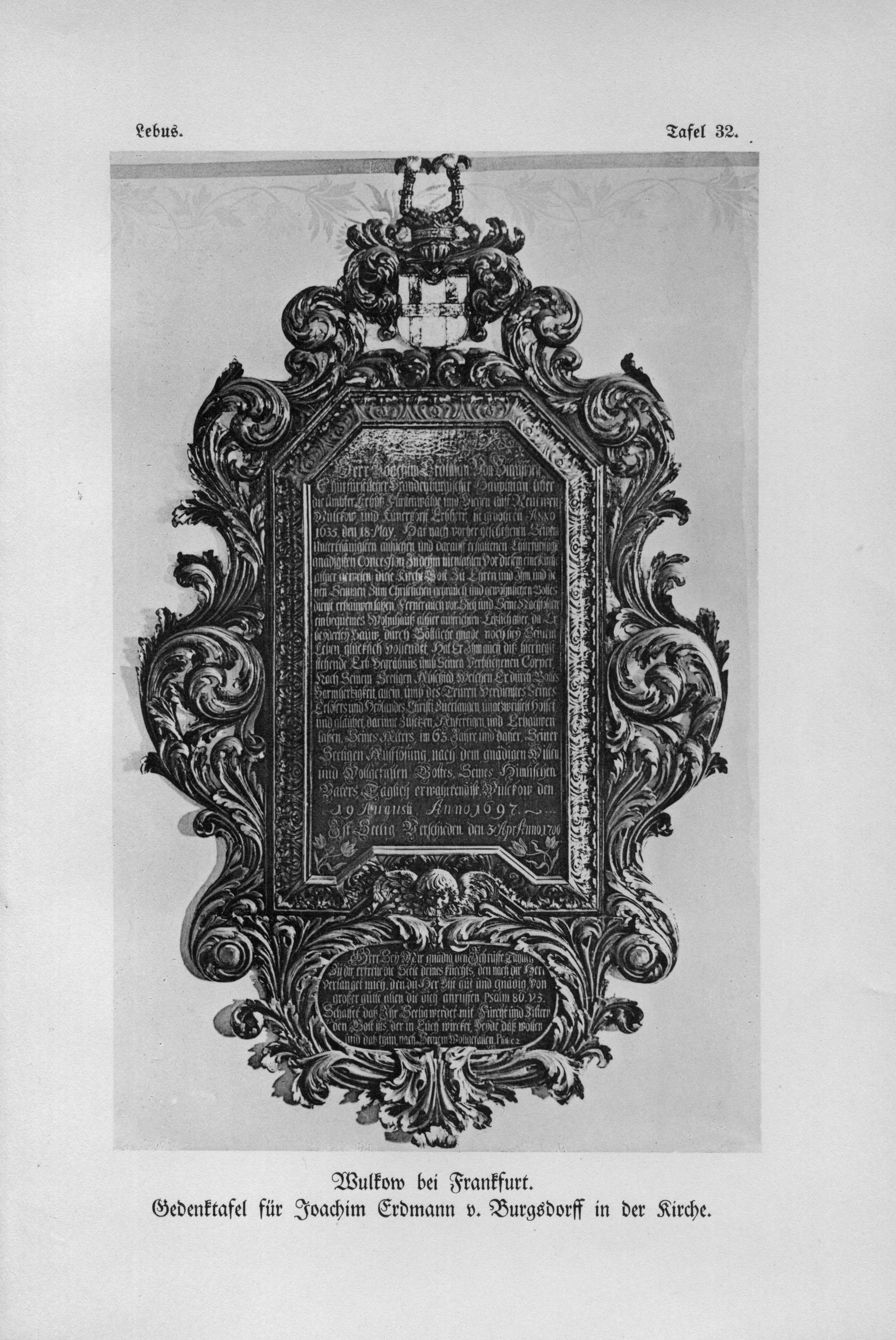
Gedenktafel für Joachim Erdmann von Burgsdorff

- Nikolaus von Burgsdorff (1375–nach 1443), Elekt von Brandenburg (1415–1417)
- Peter von Burgsdorff (vor 1424–1439), Bischof von Lebus von 1437 bis 1439
- Arnold von Burgsdorf (vor 1471–1484), Bischof des Bistums Brandenburg
- Siegmund von Burgsdorf
  - Ludwig von Burgsdorf (vor 1466–1490), Bischof des Bistums Lebus
  - Peter von Burgsdorff,[8] Vogt von Küstrin und Statthalter von Kölln bei Berlin
- Curt von Burgsdorff (* 1489) Herr auf Podelzig, Hohenjesar und Dertzow, Landvogt in der Neumark, Hauptmann zu Küstrin kurbrandenburgischer Rat
  - Curt Friedrich von Burgsdorff (1528–1587), Herr auf Hohenjesar, Raduhn, Siemensdorf, Gerichtsherr auf Mellentin
- Konrad von Burgsdorff (1595–1652), kurbrandenburgischer Staatsmann
- Georg Ehrentreich von Burgsdorff (1603–1656), brandenburgischer Reiterführer und Oberstallmeister
- Christoph Ulrich von Burgsdorff († 1667), Domherr zu Magdeburg
  - Christoph Ludolph von Burgsdorff (1653–1720), Domdechant und geweihter Bischof zu Naumburg, gr. Epitaph im Naumburger Dom
- Christoph Gottlob von Burgsdorff (1735–1807), kursächsischer Beamter
- Friedrich Adolph von Burgsdorff (1743–1799), deutscher Rittergutsbesitzer und Hofbeamter
- Friedrich August Ludwig von Burgsdorff (1747–1802), deutscher Botaniker, Forstwissenschaftler und Forstbeamter
- Wilhelm Friedrich Theodor von Burgsdorff (1772–1822), deutscher Mäzen
- Wilhelm Carl Friedrich von Burgsdorff (1775–1849), deutscher Landstallmeister und Direktor des Hauptgestüts Trakehnen
- Carl Friedrich Wilhelm von Burgsdorff (1781–1858), deutscher Oberlandforstmeister der Provinz Preußen, Ritter des Johanniterordens
- Ludwig von Burgsdorff (1812–1875), Kreisdirektor und Kreishauptmann von Leipzig
  - Curt Ludwig Franz von Burgsdorff (1849–1922), Wirklicher Geheimer Rat, Kreishauptmann, Kommendator des Johanniterordens im Lande Sachsen[9]
    - Kurt von Burgsdorff (1886–1962), SA-Brigadeführer, in Polen verurteilter Kriegsverbrecher
- Eugen von Burgsdorff (1841–1877), brandenburgischer Rittergutsbesitzer und Parlamentarier
- Hans-Henning von Burgsdorff (1866–1917), preußischer Politiker und Jurist
- Henning von Burgsdorff (1867–1904), Offizier der Kaiserlichen Schutztruppe und Bezirksamtmann von Gibeon in Deutsch-Südwestafrika
- Albert von Burgsdorff (1857–1919), Fideikommissherr Schlosshof Garath, verheiratet mit Lucie geb. Poensgen
  - Alhard von Burgsdorff (1890–1960), deutscher Industrieller und Landwirt
- Henning von Burgsdorff (1920–2003), Wehrmachtsoffizier, Historiker und Stifter eines Preises für Geschichtslehrer
- Sven Kühn von Burgsdorff (* 1958), Botschafter der Europäischen Union

## Weitere Literatur
- Otto Hupp: Münchener Kalender 1922. Verlagsanstalt München/Regensburg 1922.
- Heinrich Berghaus: Landbuch der Mark Brandenburg und des Markgrafentums Nieder-Lausitz. Band 3, Adolph Müller, Brandenburg 1856, S. 215–221. (Digitalisat)